# Ilan Araújo Dall'Igna
Ilan Araújo Dall'Igna (Curitiba, 18 settembre 1980) è un ex calciatore brasiliano, di ruolo attaccante.

## Palmarès

### Club

#### Competizioni statali
- Torneo Rio-San Paolo: 1

San Paolo: 2001
- Campeonato Paranaense: 1 + 1

Atlético Paranaense: 2001, Supercampeonato 2002

#### Competizioni nazionali
- Campionato brasiliano: 1

Atlético Paranaense: 2001